# Меснер, Эдуард Яковлевич
Эдуард Яковлевич Меснер (1860 — ?) — российский архитектор, гражданский инженер конца XIX — начала XX веков. Автор ряда зданий в Одессе.

## Биография
С 1892 года служил помощником инженера при Одесской городской управе, с 1899 года исполнял обязанности архитектора женского благотворительного общества. Много строил по частным заказам. Постройки ранее 1880 и позже 1913 в Одессе не известны.
Состоял членом Одесского отделения Российского технического общества. Принимал активное участие в работе II съезда российских архитекторов в 1895 году.
Жил в Одессе на Княжеской улице, 8
Работал преимущественно в стилевых формах необарокко и неоренессанса, также употреблял композиционные приемы и декоративные элементы неороманского, неорусского стиля и модерна.
Имел награды: орден Святого Станислава 3-й степени (1902).
Одесский инженер Карл Яковлевич Меснер — младший брат Э. Я. Меснера (р.1862).
Сын — деятель Белого движения полковник Евгений Эдуардович Месснер (1891—1974)

## Проекты и постройки
- «Масонский дом» — Здание Одесского отделения Русского технического общества (при участии инженера П. С. Чеховича). Княжеская улица, 1 (1887; не сохранился);
- Дом Либмана. Преображенская улица, 23 (1887—1888);
- Женское коммерческое училище Кефера и Ферстера (общеобразовательная школа № 107). Улица Льва Толстого, 30 (1912—1913)[4];
- Собственный дом. Лермонтовский переулок, 5(1913?)[5].